# Caraipa
Caraipa é um género botânico pertencente à família Clusiaceae.

## Espécies
Composto por 60 espécies:
| - Caraipa acuminata - Caraipa africana - Caraipa ampla - Caraipa angustifolia - Caraipa aracaensis - Caraipa calophylla - Caraipa colombiana - Caraipa costata - Caraipa densiflora - Caraipa densifolia - Caraipa duckeana - Caraipa excelsa - Caraipa fasciculata - Caraipa ferruginea - Caraipa foveolata - Caraipa glabrata - Caraipa grandiflora - Caraipa grandifolia - Caraipa heterocarpa - Caraipa insidiosa | - Caraipa jaramilloi - Caraipa lacerdaei - Caraipa llanorum - Caraipa latifolia - Caraipa laurifolia - Caraipa laevigata - Caraipa laxiflora - Caraipa leiantha - Caraipa longifolia - Caraipa longipedicellata - Caraipa longisepala - Caraipa melhemiana - Caraipa minor - Caraipa multinervia - Caraipa myrciaefolia - Caraipa myrcioides - Caraipa odorata - Caraipa palustris - Caraipa paniculata - Caraipa paraensis | - Caraipa parvielliptica - Caraipa parvifolia - Caraipa psidiifolia - Caraipa psilocarpa - Caraipa punctulata - Caraipa racemosa - Caraipa reticulata - Caraipa richardiana - Caraipa rodriguesii - Caraipa savannarum - Caraipa sellowii - Caraipa silvatica - Caraipa simplicior - Caraipa spuria - Caraipa suaveolens - Caraipa surinamensis - Caraipa tereticaulis - Caraipa utilis - Caraipa valioi - Caraipa variabilis |

## Nome e referências
Caraipa Aubl.